# Алоэ колючее
Ало́э колю́чее (лат. Aloe aculeata) — суккулентное растение, вид рода Алоэ (Aloe) семейства Асфоделовые (Asphodelaceae).
Листья длинные, широкие у основания, с зубчатыми краями. На поверхности листьев есть бугорчатые шипы, за что растение получило название Aculeata, что в переводе с латинского означает «колючий». Цветки от жёлтого до красно-оранжевого цвета. Естественные места обитания — скалистые луга и кустарниковые велды. Распространены от северной части Южной Африки до Ботсваны и Зимбабве.